# Agathia libera
Agathia libera là một loài bướm đêm trong họ Geometridae.